# Alfred Dahlqvist
Alfred Dahlqvist (* 31. Mai 1914; † 21. Oktober 1983) war ein schwedischer Skilangläufer.
Dahlqvist, der für den Östersunds SK startete, belegte bei den Nordischen Skiweltmeisterschaften 1937 in Chamonix den sechsten Platz über 18 km und den vierten Rang mit der Staffel. Im folgenden Jahr gewann er bei den Nordischen Skiweltmeisterschaften in Lahti die Silbermedaille über 18 km. Im Jahr 1941 siegte er bei den Lahti Ski Games beim Lauf über 18 km. Bei den Nordischen Weltmeisterschaften 1941 in Cortina d’Ampezzo holte er über 50 km und mit der Staffel jeweils die Silbermedaille und über 18 km die Goldmedaille. Fünf Jahre später wurde diese WM von der FIS aber für ungültig erklärt, weshalb diese Medaille keinen offiziellen Status mehr hat. Bei schwedischen Meisterschaften siegte er viermal über 15 km (1938–1941), dreimal über 30 km (1940–1942) und einmal mit der Staffel von Östersunds SK (1943).